# 千野茂
千野 茂（ちの しげる、1913年（大正2年）1月15日 - 2002年（平成14年）4月12日）は、日本の彫刻家である。

## 経歴・人物
新潟県中蒲原郡飯田村（後の白根市、現在の新潟市南区）の生まれ。若年期より仏壇の装飾彫刻を学び、1933年（昭和8年）に20歳で新潟市に移住し石川光明の弟子であった島田美晴の門人となり木彫を学んだ。1936年（昭和11年）には千野が制作した作品が槐樹社が主催する新槐樹社展および新協美術会が主催する新協美術展に入選されたが、翌1937年（昭和12年）に開催された院展は落選した。またこの頃には新海竹太郎が制作した『ゆあみ』に魅了した事により、塑像の制作を志し1939年（昭和14年）に上京し日本美術院研究所に入所する。
その後は棟方志功や辻晋堂らと親交を持ち、翌1940年（昭和15年）には竹太郎の甥だった新海竹蔵に師事し人間をモデル制作した彫刻作品が院展に出品された。しかし同作品は全て落選に終わり、1942年（昭和17年）に開催された院展で自身の妹をモデルにした作品がようやく初入選される。その後も多くの作品が受賞され、1955年（昭和30年）には院展彫刻部の同人および東京芸術大学教授となり1980年（昭和55年）の退職まで教鞭を執った。1961年（昭和36年）に同部は解散した事に伴って、竹蔵や山本豊市、関谷充、桜井祐一らと共に彫刻家集団であったS.A.Sの結成に携わる。これによって1963年（昭和38年）に団員らと共に渡欧し、翌1964年（昭和39年）には同団体は国画会と合流し同会の彫刻部として発足された事により同会の会員ともなった。その後はアリスティド・マイヨールや藤原期の作品に魅了し、裸婦像を中心に端正な作品の制作に携わり現代日本美術展や日本国際美術展にも出品される。1986年（昭和61年）には教授を務めた東京芸術大学の名誉教授となった。

## 受賞歴
- 日本美術院賞（1949年）
- 横山大観賞（1950年、1954年）
- 奨励賞（1951年）
- 白寿賞（1952年）
- 長野市野外彫刻賞（1981年）
- 中原悌二郎賞（1982年）

## 主な作品

### 受賞された作品
- 『ミチの首』- この作品で1942年に開催された第29回院展に初入選[2]。
- 『裸婦』- この作品で1949年に日本美術賞を受賞[2]。
- 『皐月』- この作品で1982年に中原悌二郎賞を受賞[1][2]。

### その他の作品
- 『小林古径記念塔』- 上越市に所在[2]。
- 『フォーム』
- 『朝』

## 書籍
- 『千野茂作品集』- 1990年（平成2年）に会員だった国画会から刊行[2]。